# Richard Talmadge
Richard Talmadge, nome artístico de Sylvester Alphonse Metz (3 de dezembro de 1892, Camburg, Thuringia, Alemanha — 25 de janeiro de 1981, Carmel, Califórnia, USA) foi um ator, cineasta, produtor de cinema e roteirista alemão.
Irmão de Otto Metzetti, Victor Metzetti.
Seu primeiro casamento foi em 1917, com Madeleine Francis Allen.
Seu segundo casamento foi em 13 de julho de 1961 com Suzanne Avery, que durou até a morte em 25 de janeiro de 1981.
Ele morreu de câncer.

## Ligações Externas
- Richard Talmadge no IMDB